# فرناندو جبريل سيلفا أندرادي
فرناندو جبريل سيلفا أندرادي (7 نوفمبر 1996 بسانتا ماريا دا فييرا في البرتغال - ) هو لاعب كرة قدم برتغالي في مركز الدفاع. لعب مع نادي فييرينسي.

## وصلات خارجية
- فرناندو جبريل سيلفا أندرادي على موقع قاعدة بيانات كرة القدم.إي يو (الإنجليزية)
- فرناندو جبريل سيلفا أندرادي على موقع Soccerway.com (الإنجليزية)